# کامالترا
کامالترا (به لاتین: Kammaltera) یک منطقهٔ مسکونی در سری‌لانکا است که در استان مرکزی (سری‌لانکا) واقع شده‌است.